# Jesse Mashburn
Jesse William Mashburn, detto John (Seminole, 14 febbraio 1933), è un ex velocista statunitense, specializzato nei 400 metri piani.

## Palmarès
Giochi olimpici
- 1 medaglia:
  - 1 oro (staffetta 4×400 metri a Melbourne 1956).